# Arcilla de Kimmeridge

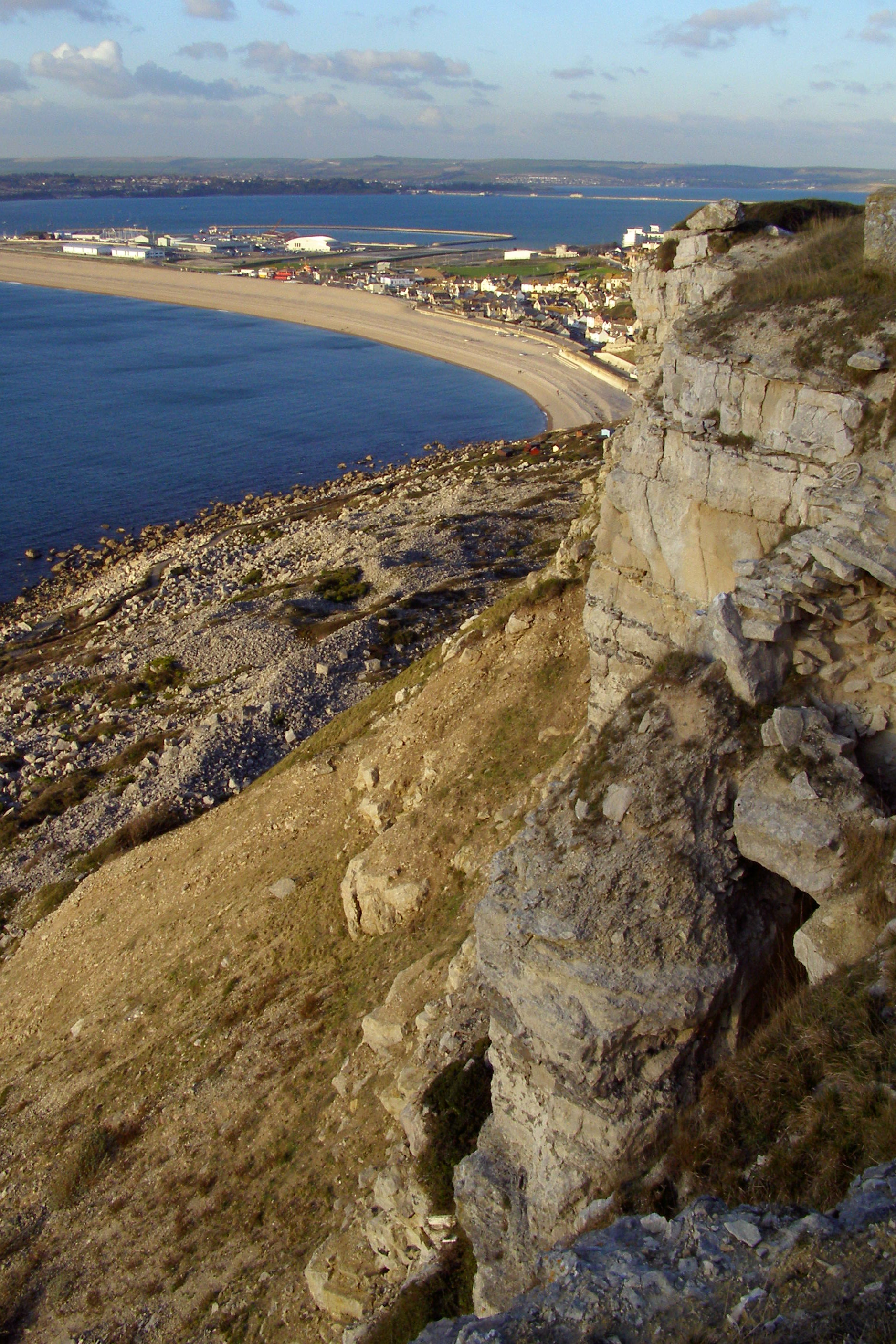
Vista de West Weare desde el risco oeste en la Isla de Portland

La formación arcilla de Kimmeridge constituye posiblemente la unidad de rocas más importante en toda Europa desde el punto de vista económico, siendo la mayor fuente de rocas utilizada en la construcción de los campos del mar del Norte para la extracción de hidrocarburos.[cita requerida] Toma su nombre de la localidad de Kimmeridge, en el condado de Dorset, Inglaterra, donde se encuentra expuesta.
Se formó a partir de depósitos sedimentarios del sistema Jurásico y puede ser encontrada a lo largo de Inglaterra, en una franja que se extiende desde Dorset en dirección noreste hasta Anglia Oriental.
Los cimientos del Humber Bridge se hallan dentro de depósitos de arcilla de Kimmeridge bajo el estuario del Humber.
Dorset es el lugar en donde esta arcilla es más conocida, debido a que allí sus depósitos forman parte de la Costa Jurásica, declarada Patrimonio de la Humanidad por la Unesco.
- Datos: Q3250537
- Multimedia: Kimmeridge Clay / Q3250537